# Pop'n music GB Animation Melody
pop'n music GB アニメーションメロディ (poppunmyūjikku GB animēshon merodi?), es una entrega lanzada en septiembre de 2000 para la consola portátil Game Boy Color con un total de 20 canciones. pop'n music GB Animation Melody Es una contraparte directa de pop'n music Animelo para consola con la misma lista de canciones. Debido a eso, no tiene canciones nuevas, no tiene niveles superiores de dificultad, ni calificaciones nuevas. Sin embargo, a diferencia del videojuego original para arcade, pop'n music GB Animation Melody se caracteriza por mostrar a los personajes de sus animes originales de cada canción en sus respectivas animaciones. Estas animaciones no aparecerán hasta que el jugador consiga llenar la barra de energía completamente.

## Lista de canciones
Las siguientes tabla muestra las canciones disponibles en el videojuego:
| Nombre                            | Anime                         | Artista                      | Década      |             |             |
| First stage                       | First stage                   | First stage                  | First stage | First stage | First stage |
| --------------------------------- | ----------------------------- | ---------------------------- | ----------- | ----------- | ----------- |
| 魔法使いサリー                    | 魔法使いサリー                | 浅井裕子                     | 1960        |             |             |
| ひみつのアッコちゃん              | ひみつのアッコちゃん          | 石田あきこ                   | 1960        |             |             |
| ゲゲゲの鬼太郎                    | ゲゲゲの鬼太郎                | 滝口順平                     | 1960        |             |             |
| キューティーハニー                | キューティーハニー            | 西科かおり                   | 1970        |             |             |
| キャプテンハーロック              | 宇宙海賊 キャプテンハーロック | 水木一郎                     | 1970        |             |             |
| 銀河鉄道999                       | 銀河鉄道999                   | ささきいさお、杉並児童合唱団 | 1970        |             |             |
| 花の子ルンルン                    | 花の子ルンルン                | SAKI                         | 1970        |             |             |
| ワイワイワールド                  | Dr.スランプ アラレちゃん      | ふじのマナミ                 | 1980        |             |             |
| CHA-LA HEAD-CHA-LA                | ドラゴンボールZ               | 影山ヒロノブ                 | 1980        |             |             |
| ムーンライト伝説                  | 美少女戦士 セーラームーン     | 新谷さなえ                   | 1990        |             |             |
| Second stage                      |                               |                              |             |             |             |
| タイガー・マスク                  | タイガー・マスク              | 石原慎一                     | 1960        |             |             |
| ゲッターロボ！                    | ゲッターロボ!                 | ささきいさお                 | 1970        |             |             |
| 魔女っ子メグちゃん                | 魔女っ子メグちゃん            | 西科かおり                   | 1970        |             |             |
| キン肉マン Go Fight!              | キン肉マン                    | 石原慎一                     | 1980        |             |             |
| 聖闘士神話 ～ソルジャードリーム～ | 聖闘士星矢                    | 影山ヒロノブ                 | 1980        |             |             |
| 摩訶不思議アドベンチャー!         | ドラゴンボール                | 石原慎一                     | 1980        |             |             |
| Final stage                       |                               |                              |             |             |             |
| マジンガーZ                       | マジンガーZ                   | 水木一郎                     | 1970        |             |             |
| とんちんかんちん一休さん          | 一休さん                      | 世田谷児童合唱団             | 1970        |             |             |
| Secret songs                      |                               |                              |             |             |             |
| すきすきソング                    | ひみつのアッコちゃん          | くまのきよみ                 | 1960        |             |             |
| カランコロンの歌                  | ゲゲゲの鬼太郎                | 石田あきこ、世田谷児童合唱団 | 1970        |             |             |